# David Ackles
David Thomas Ackles (ur. 20 lutego 1937 w Rock Island, zm. 2 marca 1999 w Pasadenie) – amerykański piosenkarz, kompozytor, autor tekstów piosenek, także scenarzysta i dramaturg. Tworzył muzykę pop, rockową oraz rock and roll.
Był popularny głównie w latach 60. i 70. XX wieku. Miał wpływ na twórczość artystów, takich jak Elvis Costello, Elton John czy Phil Collins.

## Życiorys
W młodości zagrał w kilku przygodowych filmach dla nastolatków. Po ukończeniu studiów teatralnych pracował w telewizji jako dramaturg i scenarzysta. W latach 60. podpisał kontrakt z wytwórnią muzyczną, pod której szyldem wydał trzy albumy: David Ackles (1968), Subway to the Country (1970), American Gothic (1972). Jego trzeci krążek został entuzjastycznie przyjęty przez amerykańskich i brytyjskich krytyków muzycznych. W 1973 przeszedł do wytwórni Columbia Records, z którą wydał swój czwarty album w karierze, Five & Dime.
Pod koniec życia skoncentrował się na tworzeniu piosenek i librett do musicali. Zmarł na raka płuc w wieku 62 lat. 

## Dyskografia
Albumy studyjne
- David Ackles (1968)
- Subway to the Country (1970)
- American Gothic (1972)
- Five & Dime (1973)

Najważniejsze piosenki
- Blue Ribbons
- Down River
- His Name Is Andrew
- Road to Cairo

## Filmografia
Role
- 1946 – The Return of Rusty jako Peanuts
- 1947 – Son of Rusty jako Tuck Worden
- 1948 – My Dog Rusty jako Tuck Worden
- 1948 – Rusty Leads the Way jako Tuck Worden
- 1949 – Rusty's Birthday jako Tuck Worden
- 1949 – Rusty Saves a Life jako Tuck Worden
- 1966 – Blood Bath

Scenariusz
- 1981 – Słowo honoru (Word of Honor)